# Nižné Repaše
Nižné Repaše (Hongaars: Alsórépás) is een Slowaakse gemeente in de regio Prešov, en maakt deel uit van het district Levoča.
Nižné Repaše telt 194 inwoners.